# 후선
후선(侯選, ? ~ ?)은 중국 후한 말의 무장으로, 사례 하동군 사람이다.

## 생애
건안 16년(211년), 마등(馬騰)의 아들 마초(馬超)와 한수(韓遂)가 대군을 일으켜 조조(曹操)를 공격하였으나, 가후(賈詡)의 이간계로 마초와 한수가 사이가 벌어졌을 때, 조조의 공격을 받아 패배하여 동향인 정은(程銀)과 함께 한중(漢中)의 장로에게 의탁하였다.
건안 20년(215년), 조조가 한중을 공격하여 장로를 항복시키자 정은과 함께 항복하여 본래의 관직과 직위를 하사받았다.

## 《삼국지연의》에서의 후선
《삼국지연의》에서는 한수의 장수로 등장한다. 마초와 한수가 사이가 벌어졌을 때 다른 장수들과 협의를 하여 조조에게 투항할 것을 권유하였으나, 마초에게 발각당하여 도주, 마초가 크게 패하자 살아남은 양추(楊秋)와 함께 열후로 봉해져 위구를 지켰다.